# Joan Carles Martí i Casanova
Joan Carles Martí i Casanova (Marsella, 17 de setembre de 1958), també escrit Joan-Carles, és un escriptor i activista cultural valencià.

## Biografia
És fill de Francesc Miquel Martí Osona, natural d'Elx, i de Rosario Casanova Gilabert, d'Oriola, que als anys 1950 van emigrar a Marsella. El 1967 van deixar la Provença per a instal·lar-se a Austràlia, on hi residiran fins al 1972, quan la família va retornar definitivament a Elx.
Joan Carles Martí es va llicenciar en Traducció i Interpretació per la Universitat d'Alacant i es va diplomar en Turisme a l'Escola Oficial de Turisme de Madrid. Va treballar en la indústria del calçat il·licitana i va ser cap de promoció turística de l'Ajuntament d'Elx. En el sector turístic valencià és considerat una autoritat.
Joan Carles Martí parla català, anglès, francès i castellà i té estudis oficials d'occità, italià, portuguès i alemany.

## Activisme cultural
Martí va aprendre a llegir i escriure valencià el 1973 amb l'obra Millorem el llenguatge d'Enric Valor i va posar les bases del seu activisme amb la lectura de Nosaltres, els valencians  de Joan Fuster i La llengua dels valencians de Manuel Sanchis. L'any 1976 va formar part del Consell Popular de Cultura Catalana d'Elx i començà a publicar en català a la premsa local i provincial, i del 1977 fins al 1984 va ser un dels quatre professors de la 1a Campanya Carles Salvador, d'Acció Cultural del País Valencià, que van impartir classes de català a Elx.
L'any 1985 va ser un dels promotors de la gran manifestació pel valencià a la ciutat d'Alacant, sota el lema «Alacant, sí a la nostra llengua». La raó de la manifestació era pel fet que es pretenia, des dalguns sectors alacantins, que la ciutat passés a ser considerada «zona de predomini lingüístic castellà».
Des dels inicis dels anys 1980 va ser un actiu defensor de la introducció de les línies d'immersió lingüística a les comarques del Vinalopó i a Guardamar. L'any 1982 va ser membre fundador d'Unitat del Poble Valencià (UPV) i el 2000 va encapçalar la llista al Senat per Alacant del Bloc Nacionalista Valencià. Durant 15 anys (1993-2008) va ser president de l'Associació Cívica per la Llengua El Tempir d'Elx.
Va ser el primer afiliat d'Acció Cultural del País Valencià, a Elx, a mitjan anys 70 i va ser un dels impulsors, amb Agustí Agulló, de la creació del Casal Jaume I d'Elx. Ha publicat, a més, nombrosos articles sobre llengua, sociolingüística i activisme lingüístic en premsa i en revistes especialitzades.
Joan Carles Martí es considera deixeble d'Antoni Bru i Gómez i de Josep Maraldés Ibarra.

## Obra
Llista no exaustiva:
- Els països del tallamar (2013)
- L'ús interpersonal del catalá entre el professorat d'Elx Vinalopo i del l'Alacanti, 2008-2009 (2010)
- La transmissió de la llengua catalana el País Valencià: anàlisi dels censos lingüístics de 1986 a 2001 (2003)
- Des del rovellet de l'ou d'Elx (2011)